# Methanohalophilus mahii
A Methanohalophilus mahii egy metilotróf, halofil, metanogén Archaea faj. Az archeák – ősbaktériumok – egysejtű, sejtmag nélküli prokarióta szervezetek. Nemének típusfaja. Típustörzse: SLP (= ATCC 35705). Genomját szekvenálták.

## Fordítás
- Ez a szócikk részben vagy egészben  a   Methanohalophilus mahii című angol Wikipédia-szócikk fordításán alapul.  Az eredeti cikk szerkesztőit annak laptörténete sorolja fel. Ez a jelzés csupán a megfogalmazás eredetét és a szerzői jogokat jelzi, nem szolgál a cikkben szereplő információk forrásmegjelöléseként.